# Oene van Geel
Oene van Geel (1973) is een Nederlandse jazzmuzikant (viool, percussie), die de laatste jaren vooral als componist naar voren is gekomen.

## Biografie
Van Geel groeide op met klassieke muziek en kwam via Balkanmuziek in aanraking met jazz. Hij studeerde jazz en compositie aan het Rotterdams Conservatorium bij Michael Gustorff, Thijs Kramer, Rob Pronk en Bob Brookmeyer en tot 1994 hedendaagse en Zuid-Indiase muziek bij Rafael Reina aan het Conservatorium van Amsterdam. Vanaf 1995 maakte hij deel uit van het Pop Strijk Kwartet, dat in 1997 werd onderscheiden tijdens het Anova Jazz Concours. Hij werd al snel bekend buiten de grenzen van Nederland en trad op in heel Europa, Canada, de Verenigde Staten, India, Rusland en Japan.
Hij werkte met tal van bands als bandleider of sideman, onder andere het Zapp Strijkkwartet (met Jasper Le Clercq, Friedmar Hitzer en Emile Visser), de Voergroep (met Vera van der Poel, Anton Goudsmit, Gulli Gudmundsson en Afra Mussawisade), Osmosis (met Guillaume Orti, Jozef Dumoulin, Mark Haanstra, B.C. Manjunath en Afra Mussawisade), De Wereldband (met Willem van Baarsen, Rogier Bosman, Roderick Krauss, Sanne van Delft, Wim Lammen onder Karel de Rooij), de Delbecq Unit (met Mark Turner, Benoît Delbecq, Mark Helias en Emile Biayenda), het Trio Pavlov (met Hans Hasebos en Albert van Veenendaal), het Bruinsma Syndicaat (met Jeffrey Bruinsma, Eric Surménian en Afra Mussawisade) en het Henneman Strijkkwartet (met Ig Henneman, Alex Waterman en Wilbert de Joode).
In 2000 won hij de Jur Naessens Muziekprijs met de band Mosaic, in 2001 het Nederlandse jazzconcours met de band On The Line en in 2002 ontving hij de Anderson Jazz Award. Met de band Bhedam (Jozef Dumoulin, Mark Haanstra, Udayraj Karpur, Tobias Klein, Gijs Levelt, B.C. Manjunath, Ned McGowan) ging hij in 2002 en 2003 op tournee naar India. Van Geel wordt ook steeds actiever als componist: in 2002 componeerde hij het stuk Chamber Grooves voor het Zapp String Quartet. Hij componeerde ook voor Michael Moore, Guus Janssen, David Kweksilber, Joshua Samson, Tony Overwater en andere ensembles, ook namens het North Sea Jazz Festival. In 2013 werd hij geëerd met de Boy Edgar Prize.
- Gemeinsame Normdatei: 1176226053
- International Standard Name Identifier: 0000 0001 3033 7067
- MusicBrainz: c59b4ed8-723f-4738-8032-e28bd325b027
- Virtual International Authority File: 2320154867595160100000
- WorldCat: E39PBJhGXc3ytk8pcykDfjVjYP